# Todo va bien (álbum)
Todo va bien es un álbum de la banda ecuatoriana Sudakaya, publicado en el 2003.

## Listado de Pistas
1. María (La Wirsha)
2. Dale Pa'rriba
3. Tropical Seco
4. Super Girla (Estilo Natural)
5. Todo Va Bien
6. Para Mi Gente
7. Me Opongo
8. Canción Desde El Abismo
9. Ciudad Fantasma
10. Dubby War
11. Maconheiros
12. 60 Minutos De Dub (Dubby War, Versión Muller)

- Datos: Q6147976